# Zorita del Maestrazgo
Zorita del Maestrazgo (en valenciano Sorita) es un municipio y localidad española de la provincia de Castellón, en la Comunidad Valenciana. El término municipal, ubicado en la comarca de Els Ports. Su población es de 111 habitantes (INE 2024).

## Geografía
Situado en una comarca montañosa en el sector septentrional de la comarca, ya en el límite con la provincia de Teruel. El topónimo en valenciano de la localidad es Sorita. El clima es continental con suaves temperaturas en las noches de verano. Desde Castellón de la Plana se accede a esta localidad a través de la CV-151, tomando luego la CV-10 para acceder a la CV-132 y posteriormente se toma la CV-14.
El término municipal de Zorita del Maestrazgo es limítrofe con los de Palanques y Morella en la provincia de Castellón, y Aguaviva, La Ginebrosa, Torre de Arcas y Las Parras de Castellote en la provincia de Teruel.

## Historia
Fue una de las denominadas tradicionalmente aldeas de Morella por encontrarse dentro de su término general. Según Escolano, Blasco de Alagón la donó a poblar a Andreu de Peralta en 1233, y según otras fuentes fue el rey Jaime I quien lo hizo el 31 de marzo de 1253. En el siglo XIV fue señorío de la familia Fernández de Heredia, y el 20 de diciembre de 1367, Juan Fernández de Heredia la vendió a los Jurados de Morella por 14 511 sueldos; desde entonces se mantuvo como señorío de esta villa.
Hasta la reforma de la nomenclatura municipal de 1916 el municipio se llamaba simplemente Zorita. En dicha fecha su nombre fue modificado por el de Zorita del Maestrazgo.
Su término, así como los términos colindantes, se vio muy afectado durante la guerra civil española, la cual dejó vestigios de los cruentos combates que en él se llevaron a cabo. Ejemplo de ello son las trincheras con abundante munición esparcida por los montes de la comarca.

## Demografía
Zorita del Maestrazgo cuenta con una población de 111 habitantes (INE 2024).
| Gráfica de evolución demográfica de Zorita del Maestrazgo entre 1842 y 2021                                         |
| |
| Población de derecho según los censos de población del INE Población de hecho según los censos de población del INE |

En 1646 tenía unos 425 habitantes, 220 en 1735, 649 en 1850 y 1270 en 1910. Desde entonces inició un progresivo descenso demográfico.

## Economía
La economía de Zorita del Maestrazgo se basa en la ganadería. Hay principalmente granjas de pollos y de cerdos, también existen varios rebaños de ovejas y cabras, pero también existe una ganadería de reses bravas. Minoritariamente también hay gente que trabaja en la agricultura, con pequeños huertos de uso propio

## Administración y política
| Periodo   | Nombre                      | Partido |
| --------- | --------------------------- | ------- |
| 2003-2007 | Manuel Milián Martí         | PP      |
| 2007-2011 | Manuel Milián Martí         | PP      |
| 2011-2015 | Manuel Milián Martí         | PP      |
| 2015-2019 | Manuel Milián Martí         | PP      |
| 2019-2023 | Santiago Carrascull Cardona | PP      |
| 2023-act. | Pedro Pablo Milián Ferrer   | PP      |

## Patrimonio

### Religioso
- Iglesia parroquial de la Asunción.

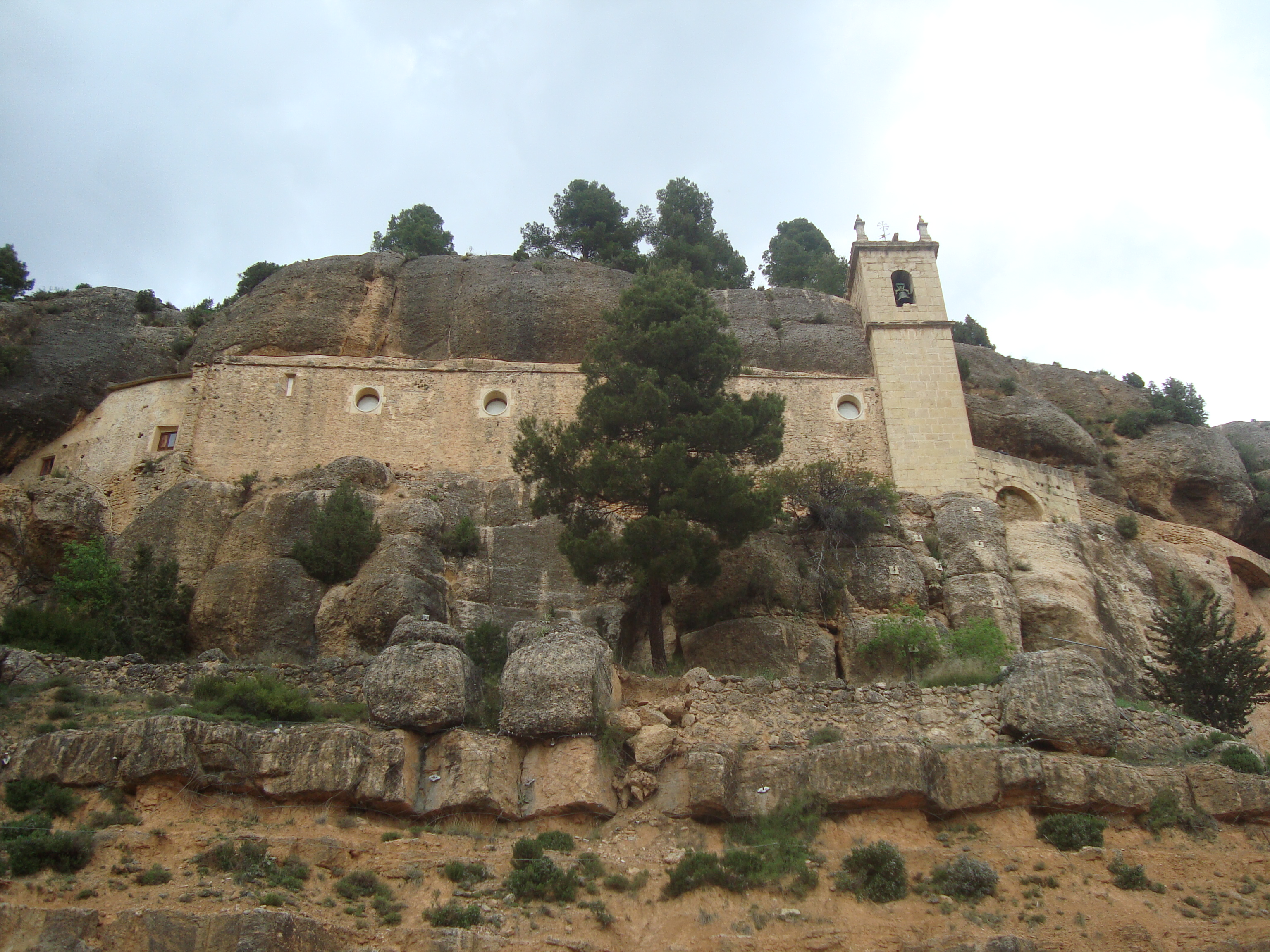
Santuario de la Balma

- Santuario de la BalmaSantuario-Cueva de la Virgen de la Balma. Dedicado al culto desde el siglo XIV.
- Cruz Cubierta (siglo XVII).
- Ermita de San Antonio.
- Ermita de San Marco.

### Civil

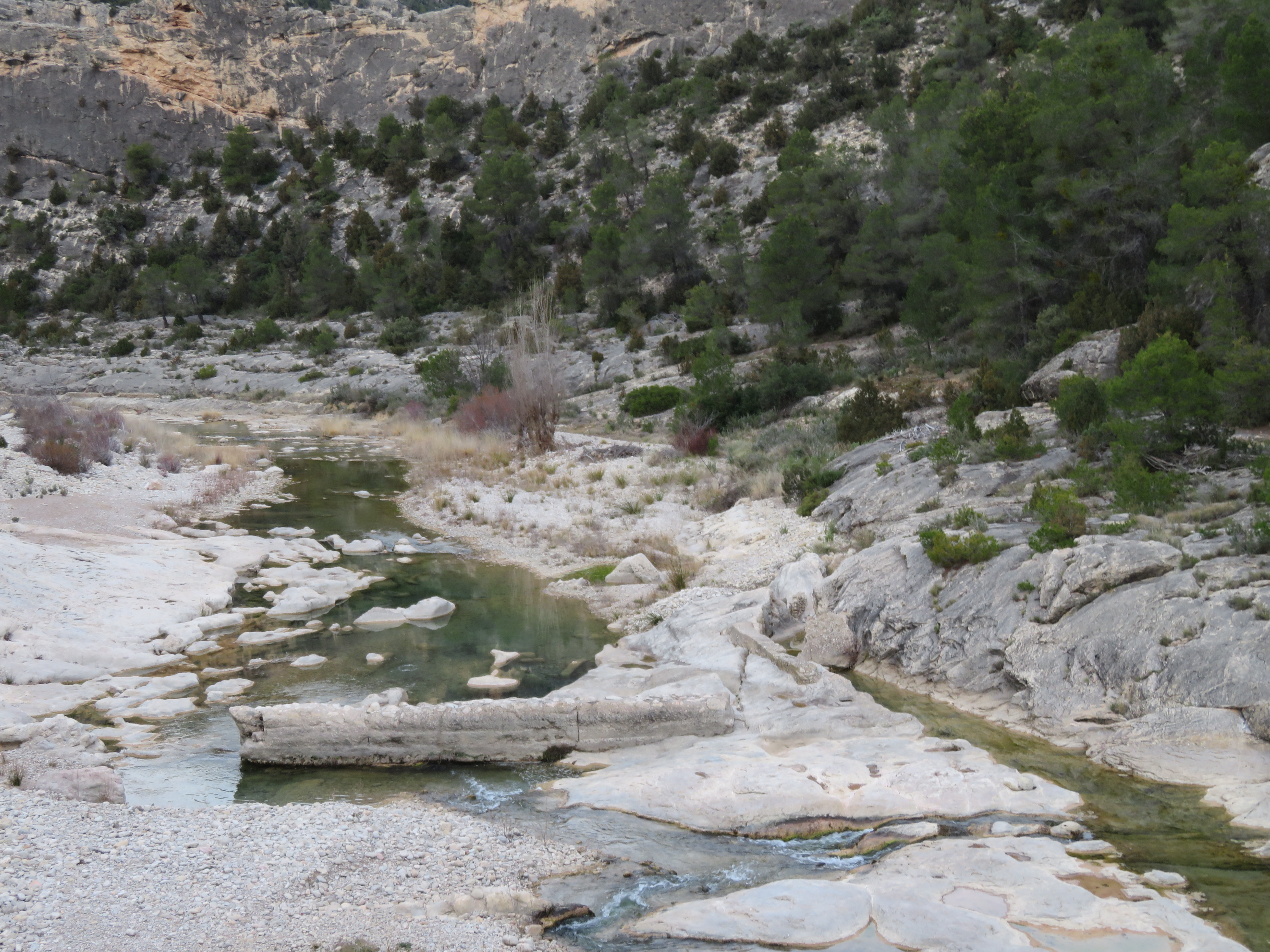
El río Bergantes a su paso por Zorita del Maestrazgo

- Ayuntamiento
- Casa del Castell (Castillo)

## Lugares de interés

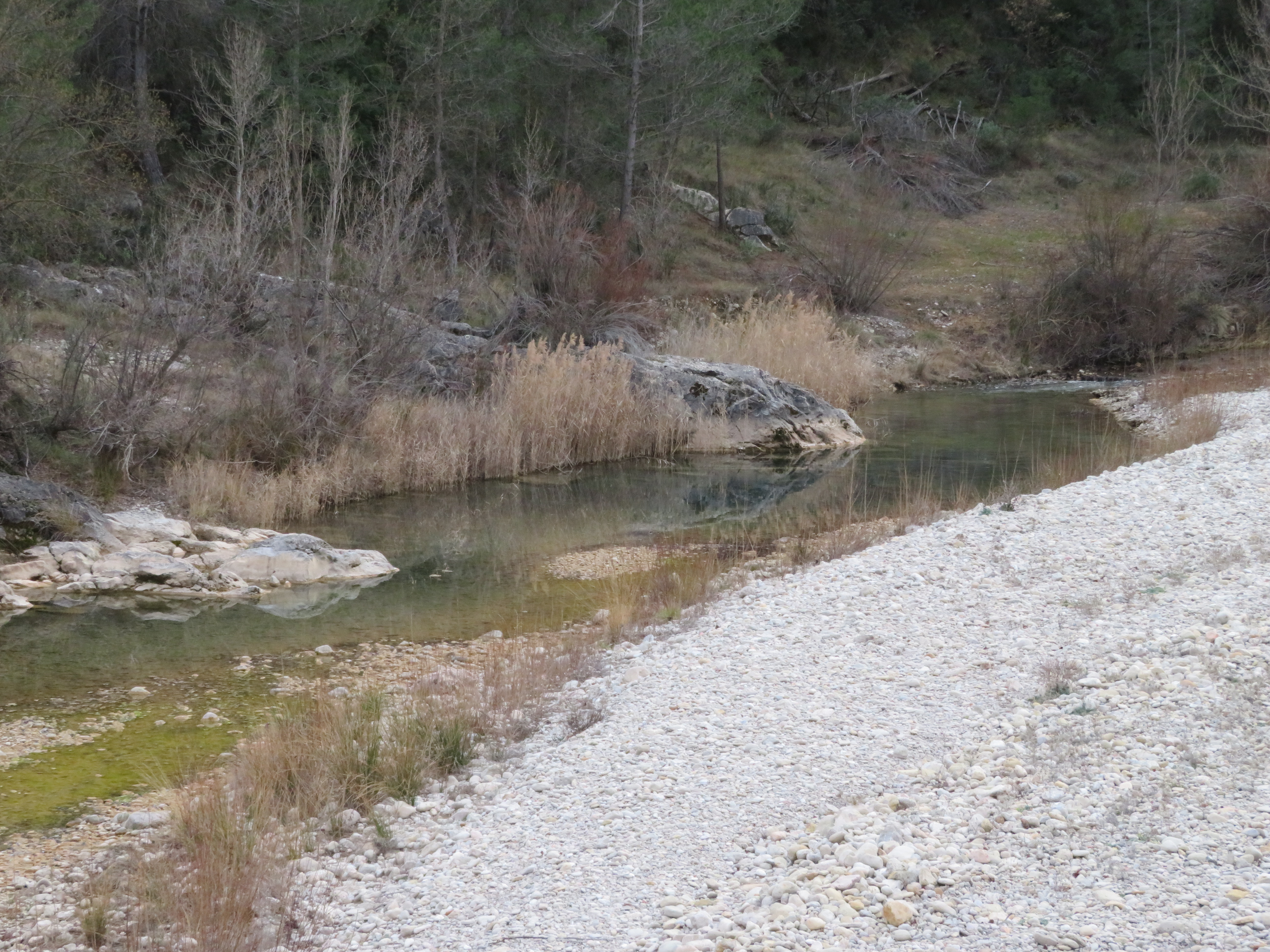
El río Bergantes a su paso por el municipio

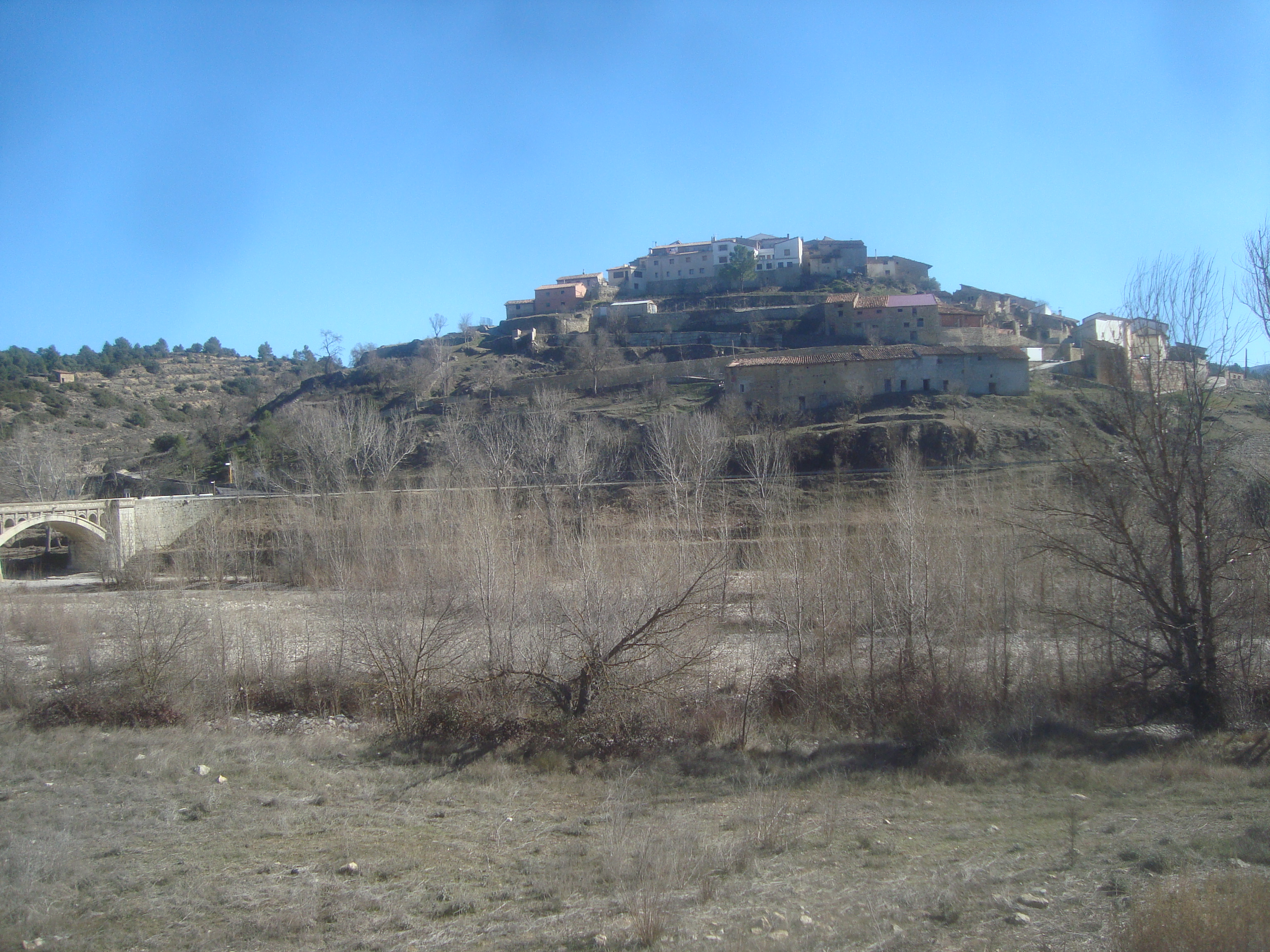
Sorita-Zorita del Maestrazgo.

- Pinar de los Buenos Mozos.
- Fonts calentes de la Roqueta.
- Fuente de la Veana.
- Sorita-Zorita del Maestrazgo.Cova del Mas de Planells.
- Barranco de Pardos.

## Fiestas locales
- Fiestas patronales. Se celebran a partir del 6 de septiembre, dedicadas a la Virgen de la Balma, con una escenografía casi medieval, donde se interpreta una escena de lucha entre un Ángel y el Demonio. Además, se bailan danzas tradicionales.
- San Antonio. El 17 de enero se celebra la festividad del santo con una gran hoguera en la plaza de la iglesia.

## Gastronomía
La gastronomía de Zorita, está basada en los productos tradicionales que ofrece la tierra. Platos principales: "l'Olla", "les Pilotes de Carnestoltes", la "Torrà" carnes y embutidos cocinados a la brasa. Como dulces, las pastas típicas elaboradas en San Antonio, las "coquetes" rellenas de confitura de calabaza, "rollets".